# Franchi
I Franchi furono uno dei numerosi popoli germanici occidentali che entrarono nel tardo Impero romano come federati e stabilirono un reame duraturo in Gallia, alla quale cambiarono il nome in Francia, cioè terra dei Franchi, e in parte della Germania.
Il regno dei Franchi fu sottoposto a varie partizioni e ripartizioni, in quanto essi dividevano le loro proprietà tra i figli e, senza un ampio concetto di res publica, concepivano il regno come una forma estesa della proprietà privata. Questa pratica spiega, in parte, le difficoltà nel descrivere con precisione le date, i confini fisici dei diversi regni franchi e chi ne governava le varie parti. La contrazione dell'alfabetizzazione durante il dominio dei Franchi pone inoltre un altro problema: essi produssero pochi documenti scritti. Il noto critico d'arte austriaco Julius von Schlosser riteneva tuttavia che i Franchi fossero «il popolo di origine germanica più intellettualmente dotato».
Due dinastie regnanti si succedettero alla guida dello Stato franco: i Merovingi e i Carolingi.

## Etnonimo
Si possono formulare due ipotesi sull'etnonimo Franchi, che deriverebbe o da un sostantivo germanico *franka ‘giavellotto’ (ad es. ingl. ant. franca, norreno frakka, -i) o da un aggettivo *frakaz ‘coraggioso’ (ad es. oland. med. vrac, ingl. ant. frǣc, norr. frakkr). Un'altra possibilità è che venga dal termine wrank, 'errante'. In seguito nel VI secolo, la definizione di Franchi venne ricondotta al germanico frank ‘libero’. La libertà non si applicava alle donne o alla popolazione di schiavi che si spostava assieme ai Franchi liberi. Inizialmente, all'interno dei Franchi, esistevano due suddivisioni principali:
- Franchi Sali (così chiamati perché abitavano la regione prossima alla riva del fiume Isala, oggi IJssel, che attraversa i Paesi Bassi; molto più probabilmente il nome deriva da sal, mare salato, in quanto originariamente i Franchi erano stanziati sulle rive del mare del Nord, nei pressi del basso Reno.[5]
- Franchi Ripuari, nome il cui secondo elemento significa ‘rivierasco’ (ad es. oland. rijp ‘riva’, ted. med. rīf ‘riva’, norr. ríp(r) ‘falesia’), stanziati lungo il corso del Reno, grosso modo tra le città di Treviri e Colonia.[3]

Nel IX secolo, se non prima, questa divisione era divenuta in pratica inesistente, ma continuò per un certo tempo ad avere implicazioni per il sistema legale in base al quale una persona poteva essere giudicata.

## Storia

### Origini
Anche se il primo periodo dei Franchi appare oscuro, essi si originarono, tra la fine del II e gli inizi del III secolo, dalla fusione di popoli come Catti, Cauci, Bructeri, Camavi e Sigambri, tutti Istaevones, uno dei tre gruppi nei quali lo storico romano, Tacito, nella sua Germania, ripartisce i Germani occidentali. Ad essi si unirono anche altri Germani occidentali, quali nuclei di Sassoni e di Bavari; l'insieme così costituito si stanziò lungo il corso del Reno e da qui presero il via le loro incursioni contro il territorio imperiale.
I Franchi - inizialmente una piccola tribù stanziata nell'area del Reno-Weser - divennero presto una confederazione di tribù. L'elemento "franco" originario si fuse con apporti di diversa origine, anche se principalmente sempre a partire dai Germani occidentali stanziati in quell'area; tra i popoli che entrarono a far parte della confederazione dei Franchi ci furono sia gli Istaevones, sia gli Ingaevones (come nuclei di Sassoni), sia gli Herminones, come contingenti di Bavari.
Secondo il cronista del VII secolo Fredegario, i Franchi discendevano dai troiani.
La sede originaria della tribù germanica dei Franchi fu l'area Baltica; in seguito si stabilirono nei territori del Reno-Weser.
Gli studiosi moderni del periodo delle migrazioni hanno suggerito che le genti franche siano emerse dall'unificazione di diversi piccoli gruppi germanici precedenti, che abitavano la valle del Reno e le terre immediatamente ad est: uno sviluppo sociale, forse legato al crescente disordine e alle sollevazioni che avvennero nell'area come risultato della guerra tra Roma ed i Marcomanni, che iniziò nel 166, ed i successivi conflitti della fine del II e del III secolo. Da parte sua, Gregorio sostiene che i Franchi vivevano originariamente in Pannonia ma più tardi si stabilirono sulle sponde del Reno, in una regione a nordest dei moderni Paesi Bassi - ovvero a nord del confine romano - che porta il nome di Salland, e potrebbe averlo ricevuto dai Franchi Sali.

### La federazione dei Franchi nel III secolo

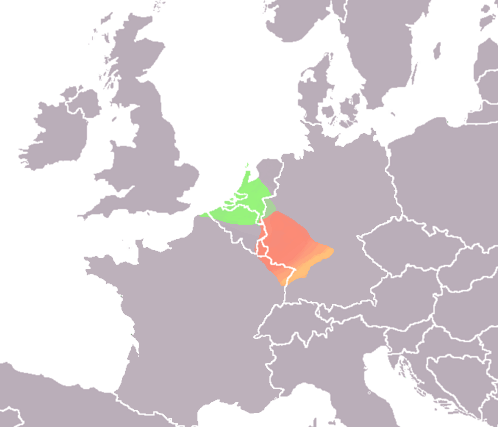
La suddivisione dei Franchi Sali in verde, quella dei Franchi Ripuari in arancione.

Sappiamo che questa federazione compare per la prima volta nella Storia dopo la metà del III secolo, quando venne menzionata nella Historia Augusta. Si divisero in due sotto-federazioni: i Franchi Sali posizionati lungo la costa degli attuali Paesi Bassi a nord del Reno ed i Franchi Ripuari, più a sud ad est del grande fiume che divideva il Barbaricum dall'Impero romano.
Nel corso del III secolo attaccarono il Limes e penetrarono in Gallia in numerose occasioni: sono menzionati per la prima volta nel 254 quando furono fermati, insieme agli Alemanni, nel corso di un loro tentativo di sfondamento del limes romano, dal giovane cesare Gallieno, il quale si meritò per questi successi l'appellativo di restitutor Galliarum e di Germanicus maximus.
Una nuova invasione avvenne nel 257 quando sfondarono il fronte renano della Germania inferiore e penetrarono fino a Mogontiacum, dove furono fermati dall'accorrente legio VI Gallicana, di cui era tribuno militare il futuro imperatore, Aureliano. Lo stesso Gallieno, lasciato l'Illirico a marce forzate accorse in Occidente, riuscendo a battere le orde franche, probabilmente nei pressi di Colonia e comunque dopo aver ripulito l'intera sponda sinistra del Reno dalle orde dei barbari.
Ancora i Franchi nel 258, compirono una nuova incursione, incuneandosi nei territori imperiali di fronte a Colonia, per poi spingersi fino in Spagna (saccheggiando Tarragona), fino a Gibilterra e raggiungere le coste della Mauretania romana.
Una nuova invasione avvenne nel 260 quando alcune orde riuscirono ad impadronirsi della fortezza legionaria di Castra Vetera, assediarono Colonia, risparmiando invece Augusta Treverorum. Altri si riversarono lungo le coste della Gallia, devastando alcuni villaggi fino alle foci dei fiumi Senna e Somme.

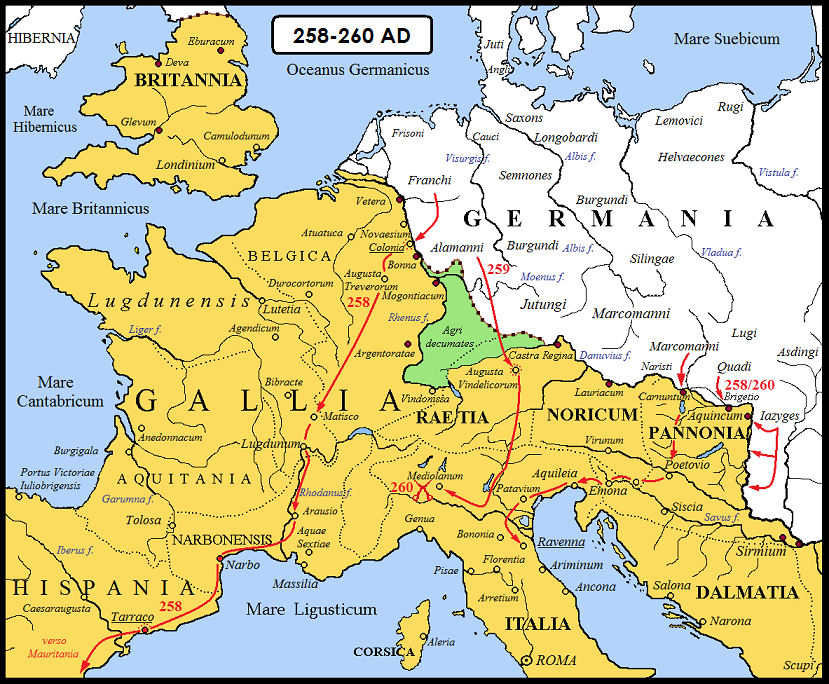
Invasioni in Occidente di Franchi, Alemanni, Marcomanni, Quadi e Iazigi degli anni 258-260.

L'anno seguente una nuova loro incursione fu fermata dalle armate di Postumo. Per questi successi, egli assunse l'appellativo di Restitutor Galliarum, ovvero di restauratore della Gallia, decidendo, inoltre, di assoldare tra le file del suo esercito, bande di soldati Franchi appena sconfitti, per farli combattere contro i loro stessi "fratelli", come testimonierebbe lo stesso Aurelio Vittore.
Con la morte di Aureliano una nuova ed imponente invasione di Franchi ed Alemanni devastò l'intera Gallia nel 275-276. Si racconta che i barbari, percorrendo la valle del fiume Mosella, dilagarono nella zona dell'attuale Alsazia. Oltre settanta città caddero nelle loro mani. E solo quelle poche dotate di mura, come Treviri, Colonia e Tolosa, scamparono alla devastazione ed al saccheggio. Fu solo grazie all'intervento dell'imperatore romano Marco Aurelio Probo che l'intera Gallia fu ripulita dalle orde di barbari che per quasi tre anni avevano messo in difficoltà una delle regioni imperiali più ricche. Si racconta che attorno al 278 un gruppo di Franchi, che erano stati stanziati nel Ponto come prigionieri di guerra, si ribellarono e impadronitisi di alcune navi, compirono incursioni e devastazioni in Acaia, Asia Minore, Africa settentrionale fino alla città di Siracusa, che occuparono, per poi fare ritorno in patria incolumi.
Nel 286 l'allora prefetto della flotta del canale de La Manica, il futuro usurpatore Carausio, che aveva come sede principale della flotta la città di Gesoriacum, riuscì a respingere gli attacchi dei pirati Franchi e Sassoni lungo le coste della Britannia e della Gallia Belgica.
Un nuovo successo sulle tribù germaniche è confermato dalla IV (quarta) acclamazione ricevuta da Diocleziano di Germanicus maximus, per i successi ottenuti da Massimiano sui Franchi nel 288. Quest'ultimo era riuscito a catturarne il re dei Franchi Sali, un certo Gennobaude, ed a ottenere la restituzione di tutti i prigionieri romani. Egli ne aveva, infine, stanziati alcuni nei territori circostanti Treveri e Bavai.
Nel 297 Costanzo Cloro ripopolò il territorio, una volta dei Batavi (l'attuale Schelda) con la popolazione dei Franchi Sali provenienti dalla Frisia, tanto da permettere a loro di interferire nelle vie di comunicazione marittime con le isole britanniche.

### Il Regno franco

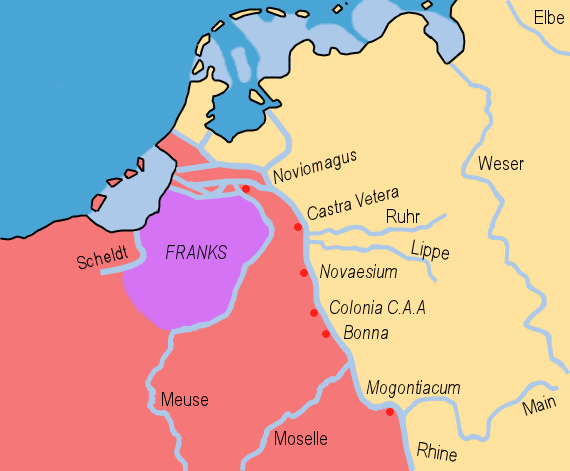
L'impero romano ed i Franchi foederati.

#### La fondazione del regno
Intorno alla metà del IV secolo la federazione dei Franchi fu protagonista di diverse incursioni in territorio gallico, condotte a partire dalla loro area d'insediamento presso il Reno. Nel 342 furono respinti da Costanzo I. Ancora quest'ultimo, insieme a Giuliano (allora ancora Cesare), nel 358, li respinse a fatica e Ammiano Marcellino, per la prima volta li menziona come Franchi Salii (Petit primum omnium francos, eos videlicet quos consuetudo salios appellavit); i Franchi avevano occupato la Toxandria, la regione tra la Mosa e la Schelda. Giuliano li sconfisse, lasciandoli però in possesso di quel territorio assegnandogli quella parte di Gallia Belgica in qualità di foederati dell'Impero romano, incaricati di difendere la frontiera del Reno, con l'impegno di fornire anche uomini all'esercito romano. Da questo territorio i Franchi si estesero gradualmente in gran parte della Gallia romana, continuando a contribuire alla difesa dei confini dell'Impero, ma soprattutto i Salii della Toxandria, all'inizio del V secolo cominciarono ad affermare la propria indipendenza. Stabilizzati nella Gallia centrale come foederati, i Franchi furono incaricati di difendere la frontiera del Reno contro Alani, Suebi e Vandali. Con la caduta dell'Impero romano d'Occidente, i Franchi si stanziarono con maggiore libertà oltre il Reno, creando due regni principali: i Franchi dell'ovest (Salii) nella valle della Schelda e i Franchi dell'est (Ripuari) presso la Mosella.

#### I Merovingi

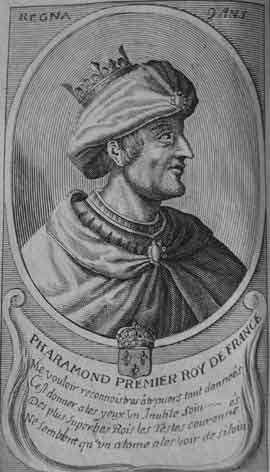
Faramondo

I regni dei primi capi franchi, Faramondo e Clodione (prima metà del V secolo), sono attribuiti più al mito che alla realtà e la loro relazione con la linea merovingia è incerta. In quel periodo, comunque, i Franchi germanici divennero i governanti di un numero crescente di entità gallo-romane, anche se probabilmente non tutte le tribù della confederazione seguivano univocamente le decisioni centrali, portando alla formazione di diversi piccoli regni.
Comunque Clodione avanzò verso sud, verso la strada romana che congiungeva Arras con Colonia, ma prima di poterla raggiungere, verso il 431, fu affrontato e sconfitto da Flavio Ezio, che aveva il comando militare della Gallia.
Non molto tempo dopo Clodione occupò Cambrai, prendendo il controllo della grande via di comunicazione romana. Proprio in quel periodo, la città di Tournai, sulla Schelda, divenne la capitale dei Franchi Salii.
Nel 451 Ezio chiamò i suoi alleati germanici per aiutarlo contro gli Unni: i Franchi Sali risposero alla chiamata, mentre Meroveo era il loro re. In seguito Clodoveo I consolidò i domini franchi in Gallia e in Renania e, sconfiggendo Siagrio nel 486, pose termine al controllo romano sulla regione di Parigi; più tardi sconfisse anche i Visigoti, espandendo il suo reame verso sudovest fino ai Pirenei. La conversione di Clodoveo al cattolicesimo mise in luce la sua posizione agli occhi del papa e facilitò l'accettazione del dominio franco da parte della popolazione e del clero locale. Con Clodoveo iniziò a venir meno quindi il concetto di federazione franca a favore di una struttura con un re di tutte le popolazioni franche, le cui comunità territoriali continuavano ad avere, comunque un loro re territoriale.
I Merovingi dividevano le terre tra i propri figli, e le frequenti divisioni, riunificazioni e ri-divisioni del territorio risultavano spesso in assassinii e guerre tra le famiglie principali, generando una strutturale debolezza del potere centrale e favorendo l'ascesa, tra V e VI secolo, dell'aristocrazia.

#### I Carolingi

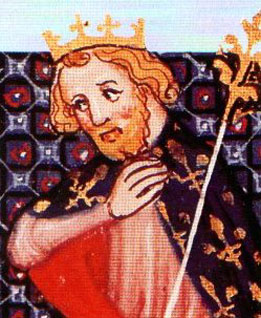
Carlo Martello, X secolo.

Fra VII e VIII secolo gli ultimi re merovingi (detti "re fannulloni") avevano ormai perduto ogni potere e il regno era governato di fatto dai potenti maestri di palazzo. Nel 687, Pipino di Herstal, maestro di palazzo d'Austrasia, riunificò le regioni franche; nel 732 suo figlio Carlo Martello fermò gli Arabi a Poitiers. Il figlio di Carlo Martello, Pipino il Breve, ottenne dal papa Zaccaria nel 750 il riconoscimento come re dei Franchi, avviando un'alleanza con la Chiesa di Roma. L'incoronazione fu fatta poi da papa Stefano II, indicando che il re derivava la sua autorità da Dio.
Alla sua morte (768), il regno venne di nuovo diviso tra i suoi figli, ma presto Carlo Magno restò unico sovrano; sconfisse i Sassoni e incorporò il loro reame, per poi volgersi contro il Regno longobardo. Vinta la resistenza dei Longobardi nel 774, assunse il titolo di Rex Francorum et Langobardorum e incluse la Langobardia maior nella sua sfera d'influenza. Sedate le ribellioni di Baschi (Roncisvalle, 778) e Bavari, Carlo creò un reame che si estendeva dai Pirenei a quasi tutta la Francia odierna e a gran parte della Germania, dell'Italia e dell'Austria. Nell'800 Carlo fu incoronato Imperatore da Papa Leone III a Roma, in una cerimonia che riconosceva formalmente l'Impero franco come il successore dell'Impero romano d'Occidente. Alla morte, nell'814 ad Aquisgrana, Carlo fu sepolto nella sua Cappella Palatina.

### L'Impero carolingio
Carlo ebbe diversi figli, ma solo uno gli sopravvisse. Questo figlio, Ludovico il Pio, seguì le orme del padre come governante di un impero unito. L'essere erede unico fu una questione del caso più che della volontà. Ludovico stesso, con la Ordinatio Imperi dell'817 proseguì nel costume franco della divisione ereditaria dei suoi territori. La nascita di Carlo il Calvo, fece nascere un conflitto fra Ludovico e gli altri figli che modificò più volte i territori che sarebbero stati assegnati in eredità. Con la morte dell'Imperatore, dopo un periodo di guerra civile fra i tre figli sopravvissuti, si giunse ad un accordo con il Trattato di Verdun dell'843:

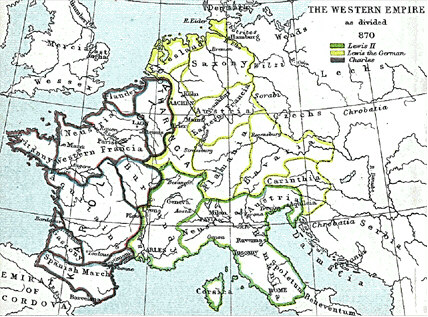
L'Europa Occidentale attorno all'870

1. Il figlio più vecchio di Ludovico, Lotario ricevette il titolo Imperatore e governò il cosiddetto Regno Franco Centrale che comprendeva i territori dell'Italia (settentrionale), della Provenza, della Borgogna e di quella che in seguito divenne nota come Lotaringia (comprendente le città di Metz e la città imperiale di Aquisgrana). Questo regno venne a sua volta diviso tra i suoi tre figli in Lotaringia, Borgogna (o Provenza) e Italia. Escludendo l'effimera riunificazione dell'Impero sotto Carlo il Grosso, queste aree in seguito non furono più riunificate sotto un unico re.
2. Il secondo figlio di Ludovico, Ludovico il Germanico, divenne re dei Franchi orientali. Quest'area è il nucleo del successivo Sacro Romano Impero, che si sarebbe evoluto nella moderna Germania. Per una lista dei successori, si veda Lista di re e imperatori tedeschi.
3. Il terzo figlio, Carlo il Calvo, divenne re dei Franchi occidentali: l'area su cui venne fondata in seguito la Francia. Per i suoi successori, si veda Elenco di monarchi francesi.

Sulla mappa a destra, l'area evidenziata in verde era controllata da Lotario I, l'area in giallo da Ludovico II (detto il Germanico) e la porzione in viola da Carlo (detto il Calvo).

## Eredità
Nel Medio Oriente, in particolare in Terra santa, ma anche in Grecia, dopo la Prima crociata tutti gli occidentali venivano indicati come "Franchi" (Franji), indipendentemente dalla nazione d'origine, per via del massiccio numero e dell'importanza dei capi francesi (come Raimondo di Tolosa, Stefano di Blois e Baldovino) che vi parteciparono.

## Relazioni dinastiche franche
| Arnolfingi | Arnolfingi | Arnolfingi | Arnolfingi | Arnolfingi | Arnolfingi | Pipinidi | Pipinidi | Pipinidi | Pipinidi | Pipinidi | Pipinidi | Merovingi | Merovingi | Merovingi | Merovingi | Merovingi | Merovingi | Robertingi | Robertingi | Robertingi | Robertingi | Robertingi | Robertingi | Carolingi | Carolingi | Carolingi | Carolingi | Carolingi | Carolingi | Geroldini | Geroldini | Geroldini | Geroldini | Geroldini | Geroldini | Welfen | Welfen | Welfen | Welfen | Welfen | Welfen | Unrochingi | Unrochingi | Unrochingi | Unrochingi | Unrochingi | Unrochingi | Popponidi | Popponidi | Popponidi | Popponidi | Popponidi | Popponidi | Ottoniani | Ottoniani | Ottoniani | Ottoniani | Ottoniani | Ottoniani | Capetingi | Capetingi | Capetingi | Capetingi | Capetingi | Capetingi |  |  |

| Imperator Romanorum (Impero carolingio) | Imperator Romanorum (Impero carolingio) | Imperator Romanorum (Impero carolingio) | Imperator Romanorum (Impero carolingio) | Imperator Romanorum (Impero carolingio) | Imperator Romanorum (Impero carolingio) | Imperator Romanorum (Sacro Romano Impero) | Imperator Romanorum (Sacro Romano Impero) | Imperator Romanorum (Sacro Romano Impero) | Imperator Romanorum (Sacro Romano Impero) | Imperator Romanorum (Sacro Romano Impero) | Imperator Romanorum (Sacro Romano Impero) |  |  |

|  |  |  |  |  |  |  |  |                           |                           |                           |                           |                                |                                |                                |                                |                                 |                                 |                                 |                                 |                                 |                                 |                           |                           |                                        |                                        |                                        |                                        |                                        |                                        |                                |                                |                           |                           |                                 |                                 |                                 |                                 |                                 |                                 |                                |                                |                                |                                |                             |                             |                             |                             |                              |                              |                              |                              |                              |                              |                               |                          |                            |                            |                            |                            |                            |                            |  |  |  |  |  |  |  |  |  |  |  |  |
|  |  |  |  |  |  |  |  |                           |                           |                           |                           |                                |                                |                                |                                |                                 |                                 |                                 |                                 |                                 |                                 |                           |                           |                                        |                                        |                                        |                                        |                                        |                                        |                                |                                | Arnolfo di Metz *582 †641 | Arnolfo di Metz *582 †641 | Arnolfo di Metz *582 †641       | Arnolfo di Metz *582 †641       | Arnolfo di Metz *582 †641       | Arnolfo di Metz *582 †641       |                                 |                                 | Doda di Metz *? †?             | Doda di Metz *? †?             | Doda di Metz *? †?             | Doda di Metz *? †?             | Doda di Metz *? †?          | Doda di Metz *? †?          |                             |                             | Pipino di Landen *? †640/647 | Pipino di Landen *? †640/647 | Pipino di Landen *? †640/647 | Pipino di Landen *? †640/647 | Pipino di Landen *? †640/647 | Pipino di Landen *? †640/647 |                               |                          | Itta di Nivelles *592 †657 | Itta di Nivelles *592 †657 | Itta di Nivelles *592 †657 | Itta di Nivelles *592 †657 | Itta di Nivelles *592 †657 | Itta di Nivelles *592 †657 |  |  |  |  |  |  |  |  |  |  |  |  |
|  |  |  |  |  |  |  |  |                           |                           |                           |                           |                                |                                |                                |                                |                                 |                                 |                                 |                                 |                                 |                                 |                           |                           |                                        |                                        |                                        |                                        |                                        |                                        |                                |                                | Arnolfo di Metz *582 †641 | Arnolfo di Metz *582 †641 | Arnolfo di Metz *582 †641       | Arnolfo di Metz *582 †641       | Arnolfo di Metz *582 †641       | Arnolfo di Metz *582 †641       |                                 |                                 | Doda di Metz *? †?             | Doda di Metz *? †?             | Doda di Metz *? †?             | Doda di Metz *? †?             | Doda di Metz *? †?          | Doda di Metz *? †?          |                             |                             | Pipino di Landen *? †640/647 | Pipino di Landen *? †640/647 | Pipino di Landen *? †640/647 | Pipino di Landen *? †640/647 | Pipino di Landen *? †640/647 | Pipino di Landen *? †640/647 |                               |                          | Itta di Nivelles *592 †657 | Itta di Nivelles *592 †657 | Itta di Nivelles *592 †657 | Itta di Nivelles *592 †657 | Itta di Nivelles *592 †657 | Itta di Nivelles *592 †657 |  |  |  |  |  |  |  |  |  |  |  |  |
|  |  |  |  |  |  |  |  |                           |                           |                           |                           |                                |                                |                                |                                |                                 |                                 |                                 |                                 |                                 |                                 |                           |                           |                                        |                                        |                                        |                                        |                                        |                                        |                                |                                |                           |                           |                                 |                                 |                                 |                                 |                                 |                                 |                                |                                |                                |                                |                             |                             |                             |                             |                              |                              |                              |                              |                              |                              |                               |                          |                            |                            |                            |                            |                            |                            |  |  |  |  |  |  |  |  |  |  |  |  |
|  |  |  |  |  |  |  |  |                           |                           |                           |                           |                                |                                |                                |                                |                                 |                                 | Teodorico III *~651 †~691       | Teodorico III *~651 †~691       | Teodorico III *~651 †~691       | Teodorico III *~651 †~691       | Teodorico III *~651 †~691 | Teodorico III *~651 †~691 |                                        |                                        |                                        |                                        |                                        |                                        |                                |                                |                           |                           |                                 |                                 | Ansegiso *612 †685              | Ansegiso *612 †685              | Ansegiso *612 †685              | Ansegiso *612 †685              | Ansegiso *612 †685             | Ansegiso *612 †685             |                                |                                |                             |                             |                             |                             |                              |                              |                              |                              | Begga *~615 †698             | Begga *~615 †698             | Begga *~615 †698              | Begga *~615 †698         | Begga *~615 †698           | Begga *~615 †698           |                            |                            |                            |                            |  |  |  |  |  |  |  |  |  |  |  |  |
|  |  |  |  |  |  |  |  |                           |                           |                           |                           |                                |                                |                                |                                |                                 |                                 | Teodorico III *~651 †~691       | Teodorico III *~651 †~691       | Teodorico III *~651 †~691       | Teodorico III *~651 †~691       | Teodorico III *~651 †~691 | Teodorico III *~651 †~691 |                                        |                                        |                                        |                                        |                                        |                                        |                                |                                |                           |                           |                                 |                                 | Ansegiso *612 †685              | Ansegiso *612 †685              | Ansegiso *612 †685              | Ansegiso *612 †685              | Ansegiso *612 †685             | Ansegiso *612 †685             |                                |                                |                             |                             |                             |                             |                              |                              |                              |                              | Begga *~615 †698             | Begga *~615 †698             | Begga *~615 †698              | Begga *~615 †698         | Begga *~615 †698           | Begga *~615 †698           |                            |                            |                            |                            |  |  |  |  |  |  |  |  |  |  |  |  |
|  |  |  |  |  |  |  |  |                           |                           |                           |                           |                                |                                |                                |                                |                                 |                                 |                                 |                                 |                                 |                                 |                           |                           |                                        |                                        |                                        |                                        |                                        |                                        |                                |                                |                           |                           |                                 |                                 |                                 |                                 |                                 |                                 |                                |                                |                                |                                |                             |                             |                             |                             |                              |                              |                              |                              |                              |                              |                               |                          |                            |                            |                            |                            |                            |                            |  |  |  |  |  |  |  |  |  |  |  |  |
|  |  |  |  |  |  |  |  |                           |                           |                           |                           |                                |                                |                                |                                |                                 |                                 | Clotilde *~670                  | Clotilde *~670                  | Clotilde *~670                  | Clotilde *~670                  | Clotilde *~670            | Clotilde *~670            |                                        |                                        | Lamberto II di Hesbaye fl. 741         | Lamberto II di Hesbaye fl. 741         | Lamberto II di Hesbaye fl. 741         | Lamberto II di Hesbaye fl. 741         | Lamberto II di Hesbaye fl. 741 | Lamberto II di Hesbaye fl. 741 |                           |                           |                                 |                                 |                                 |                                 |                                 |                                 |                                |                                |                                |                                | Pipino di Herstal *635 †714 | Pipino di Herstal *635 †714 | Pipino di Herstal *635 †714 | Pipino di Herstal *635 †714 | Pipino di Herstal *635 †714  | Pipino di Herstal *635 †714  |                              |                              |                              |                              |                               |                          |                            |                            |                            |                            |                            |                            |  |  |  |  |  |  |  |  |  |  |  |  |
|  |  |  |  |  |  |  |  |                           |                           |                           |                           |                                |                                |                                |                                |                                 |                                 | Clotilde *~670                  | Clotilde *~670                  | Clotilde *~670                  | Clotilde *~670                  | Clotilde *~670            | Clotilde *~670            |                                        |                                        | Lamberto II di Hesbaye fl. 741         | Lamberto II di Hesbaye fl. 741         | Lamberto II di Hesbaye fl. 741         | Lamberto II di Hesbaye fl. 741         | Lamberto II di Hesbaye fl. 741 | Lamberto II di Hesbaye fl. 741 |                           |                           |                                 |                                 |                                 |                                 |                                 |                                 |                                |                                |                                |                                | Pipino di Herstal *635 †714 | Pipino di Herstal *635 †714 | Pipino di Herstal *635 †714 | Pipino di Herstal *635 †714 | Pipino di Herstal *635 †714  | Pipino di Herstal *635 †714  |                              |                              |                              |                              |                               |                          |                            |                            |                            |                            |                            |                            |  |  |  |  |  |  |  |  |  |  |  |  |
|  |  |  |  |  |  |  |  |                           |                           |                           |                           |                                |                                |                                |                                |                                 |                                 |                                 |                                 |                                 |                                 |                           |                           |                                        |                                        |                                        |                                        |                                        |                                        |                                |                                |                           |                           |                                 |                                 |                                 |                                 |                                 |                                 |                                |                                |                                |                                |                             |                             |                             |                             |                              |                              |                              |                              |                              |                              |                               |                          |                            |                            |                            |                            |                            |                            |  |  |  |  |  |  |  |  |  |  |  |  |
|  |  |  |  |  |  |  |  |                           |                           |                           |                           |                                |                                |                                |                                |                                 |                                 |                                 |                                 |                                 |                                 |                           |                           |                                        |                                        |                                        |                                        |                                        |                                        |                                |                                |                           |                           |                                 |                                 |                                 |                                 |                                 |                                 |                                |                                |                                |                                |                             |                             |                             |                             |                              |                              |                              |                              |                              |                              |                               |                          |                            |                            |                            |                            |                            |                            |  |  |  |  |  |  |  |  |  |  |  |  |
|  |  |  |  |  |  |  |  | Roberto I fl. 764         | Roberto I fl. 764         | Roberto I fl. 764         | Roberto I fl. 764         | Roberto I fl. 764              | Roberto I fl. 764              |                                |                                |                                 |                                 |                                 |                                 |                                 |                                 |                           |                           |                                        |                                        |                                        |                                        |                                        |                                        |                                |                                |                           |                           |                                 |                                 | Rotrude di Treviri *~690 †725   | Rotrude di Treviri *~690 †725   | Rotrude di Treviri *~690 †725   | Rotrude di Treviri *~690 †725   | Rotrude di Treviri *~690 †725  | Rotrude di Treviri *~690 †725  |                                |                                | Carlo Martello *689 †741    | Carlo Martello *689 †741    | Carlo Martello *689 †741    | Carlo Martello *689 †741    | Carlo Martello *689 †741     | Carlo Martello *689 †741     |                              |                              |                              |                              |                               |                          |                            |                            |                            |                            |                            |                            |  |  |  |  |  |  |  |  |  |  |  |  |
|  |  |  |  |  |  |  |  | Roberto I fl. 764         | Roberto I fl. 764         | Roberto I fl. 764         | Roberto I fl. 764         | Roberto I fl. 764              | Roberto I fl. 764              |                                |                                |                                 |                                 |                                 |                                 |                                 |                                 |                           |                           |                                        |                                        |                                        |                                        |                                        |                                        |                                |                                |                           |                           |                                 |                                 | Rotrude di Treviri *~690 †725   | Rotrude di Treviri *~690 †725   | Rotrude di Treviri *~690 †725   | Rotrude di Treviri *~690 †725   | Rotrude di Treviri *~690 †725  | Rotrude di Treviri *~690 †725  |                                |                                | Carlo Martello *689 †741    | Carlo Martello *689 †741    | Carlo Martello *689 †741    | Carlo Martello *689 †741    | Carlo Martello *689 †741     | Carlo Martello *689 †741     |                              |                              |                              |                              |                               |                          |                            |                            |                            |                            |                            |                            |  |  |  |  |  |  |  |  |  |  |  |  |
|  |  |  |  |  |  |  |  |                           |                           |                           |                           |                                |                                |                                |                                |                                 |                                 |                                 |                                 |                                 |                                 |                           |                           |                                        |                                        |                                        |                                        |                                        |                                        |                                |                                |                           |                           |                                 |                                 |                                 |                                 |                                 |                                 |                                |                                |                                |                                |                             |                             |                             |                             |                              |                              |                              |                              |                              |                              |                               |                          |                            |                            |                            |                            |                            |                            |  |  |  |  |  |  |  |  |  |  |  |  |
|  |  |  |  |  |  |  |  | Turimberto *? † post 770  | Turimberto *? † post 770  | Turimberto *? † post 770  | Turimberto *? † post 770  | Turimberto *? † post 770       | Turimberto *? † post 770       |                                |                                |                                 |                                 |                                 |                                 |                                 |                                 |                           |                           | Geroldo di Vintzgau *? † post 784/798  | Geroldo di Vintzgau *? † post 784/798  | Geroldo di Vintzgau *? † post 784/798  | Geroldo di Vintzgau *? † post 784/798  | Geroldo di Vintzgau *? † post 784/798  | Geroldo di Vintzgau *? † post 784/798  |                                |                                |                           |                           |                                 |                                 |                                 |                                 |                                 |                                 | Pipino il Breve *714 †768      | Pipino il Breve *714 †768      | Pipino il Breve *714 †768      | Pipino il Breve *714 †768      | Pipino il Breve *714 †768   | Pipino il Breve *714 †768   |                             |                             |                              |                              |                              |                              |                              |                              |                               |                          |                            |                            |                            |                            |                            |                            |  |  |  |  |  |  |  |  |  |  |  |  |
|  |  |  |  |  |  |  |  | Turimberto *? † post 770  | Turimberto *? † post 770  | Turimberto *? † post 770  | Turimberto *? † post 770  | Turimberto *? † post 770       | Turimberto *? † post 770       |                                |                                |                                 |                                 |                                 |                                 |                                 |                                 |                           |                           | Geroldo di Vintzgau *? † post 784/798  | Geroldo di Vintzgau *? † post 784/798  | Geroldo di Vintzgau *? † post 784/798  | Geroldo di Vintzgau *? † post 784/798  | Geroldo di Vintzgau *? † post 784/798  | Geroldo di Vintzgau *? † post 784/798  |                                |                                |                           |                           |                                 |                                 |                                 |                                 |                                 |                                 | Pipino il Breve *714 †768      | Pipino il Breve *714 †768      | Pipino il Breve *714 †768      | Pipino il Breve *714 †768      | Pipino il Breve *714 †768   | Pipino il Breve *714 †768   |                             |                             |                              |                              |                              |                              |                              |                              |                               |                          |                            |                            |                            |                            |                            |                            |  |  |  |  |  |  |  |  |  |  |  |  |
|  |  |  |  |  |  |  |  |                           |                           |                           |                           |                                |                                |                                |                                |                                 |                                 |                                 |                                 |                                 |                                 |                           |                           |                                        |                                        |                                        |                                        |                                        |                                        |                                |                                |                           |                           |                                 |                                 |                                 |                                 |                                 |                                 |                                |                                |                                |                                |                             |                             |                             |                             |                              |                              |                              |                              |                              |                              |                               |                          |                            |                            |                            |                            |                            |                            |  |  |  |  |  |  |  |  |  |  |  |  |
|  |  |  |  |  |  |  |  | Roberto II *770 †807      | Roberto II *770 †807      | Roberto II *770 †807      | Roberto II *770 †807      | Roberto II *770 †807           | Roberto II *770 †807           |                                |                                | Adriano d'Orléans *? † ante 821 | Adriano d'Orléans *? † ante 821 | Adriano d'Orléans *? † ante 821 | Adriano d'Orléans *? † ante 821 | Adriano d'Orléans *? † ante 821 | Adriano d'Orléans *? † ante 821 |                           |                           |                                        |                                        |                                        |                                        |                                        |                                        |                                |                                | Ildegarda *758 †783       | Ildegarda *758 †783       | Ildegarda *758 †783             | Ildegarda *758 †783             | Ildegarda *758 †783             | Ildegarda *758 †783             |                                 |                                 | Carlo Magno *742 †814          | Carlo Magno *742 †814          | Carlo Magno *742 †814          | Carlo Magno *742 †814          | Carlo Magno *742 †814       | Carlo Magno *742 †814       |                             |                             |                              |                              |                              |                              | Guelfo I *? †824/825         | Guelfo I *? †824/825         | Guelfo I *? †824/825          | Guelfo I *? †824/825     | Guelfo I *? †824/825       | Guelfo I *? †824/825       |                            |                            |                            |                            |  |  |  |  |  |  |  |  |  |  |  |  |
|  |  |  |  |  |  |  |  | Roberto II *770 †807      | Roberto II *770 †807      | Roberto II *770 †807      | Roberto II *770 †807      | Roberto II *770 †807           | Roberto II *770 †807           |                                |                                | Adriano d'Orléans *? † ante 821 | Adriano d'Orléans *? † ante 821 | Adriano d'Orléans *? † ante 821 | Adriano d'Orléans *? † ante 821 | Adriano d'Orléans *? † ante 821 | Adriano d'Orléans *? † ante 821 |                           |                           |                                        |                                        |                                        |                                        |                                        |                                        |                                |                                | Ildegarda *758 †783       | Ildegarda *758 †783       | Ildegarda *758 †783             | Ildegarda *758 †783             | Ildegarda *758 †783             | Ildegarda *758 †783             |                                 |                                 | Carlo Magno *742 †814          | Carlo Magno *742 †814          | Carlo Magno *742 †814          | Carlo Magno *742 †814          | Carlo Magno *742 †814       | Carlo Magno *742 †814       |                             |                             |                              |                              |                              |                              | Guelfo I *? †824/825         | Guelfo I *? †824/825         | Guelfo I *? †824/825          | Guelfo I *? †824/825     | Guelfo I *? †824/825       | Guelfo I *? †824/825       |                            |                            |                            |                            |  |  |  |  |  |  |  |  |  |  |  |  |
|  |  |  |  |  |  |  |  |                           |                           |                           |                           |                                |                                |                                |                                |                                 |                                 |                                 |                                 |                                 |                                 |                           |                           |                                        |                                        |                                        |                                        |                                        |                                        |                                |                                |                           |                           |                                 |                                 |                                 |                                 |                                 |                                 |                                |                                |                                |                                |                             |                             |                             |                             |                              |                              |                              |                              |                              |                              |                               |                          |                            |                            |                            |                            |                            |                            |  |  |  |  |  |  |  |  |  |  |  |  |
|  |  |  |  |  |  |  |  |                           |                           |                           |                           |                                |                                |                                |                                |                                 |                                 |                                 |                                 |                                 |                                 |                           |                           |                                        |                                        |                                        |                                        |                                        |                                        |                                |                                |                           |                           |                                 |                                 |                                 |                                 |                                 |                                 |                                |                                |                                |                                |                             |                             |                             |                             |                              |                              |                              |                              |                              |                              |                               |                          |                            |                            |                            |                            |                            |                            |  |  |  |  |  |  |  |  |  |  |  |  |
|  |  |  |  |  |  |  |  | Roberto III *781/790 †834 | Roberto III *781/790 †834 | Roberto III *781/790 †834 | Roberto III *781/790 †834 | Roberto III *781/790 †834      | Roberto III *781/790 †834      |                                |                                | Wiltrude *795 †834              | Wiltrude *795 †834              | Wiltrude *795 †834              | Wiltrude *795 †834              | Wiltrude *795 †834              | Wiltrude *795 †834              |                           |                           | Pipino d'Italia *777 †810              | Pipino d'Italia *777 †810              | Pipino d'Italia *777 †810              | Pipino d'Italia *777 †810              | Pipino d'Italia *777 †810              | Pipino d'Italia *777 †810              |                                |                                |                           |                           |                                 |                                 |                                 |                                 |                                 |                                 |                                |                                |                                |                                | Ludovico il Pio *778 †840   | Ludovico il Pio *778 †840   | Ludovico il Pio *778 †840   | Ludovico il Pio *778 †840   | Ludovico il Pio *778 †840    | Ludovico il Pio *778 †840    |                              |                              | Giuditta *800/805 †843       | Giuditta *800/805 †843       | Giuditta *800/805 †843        | Giuditta *800/805 †843   | Giuditta *800/805 †843     | Giuditta *800/805 †843     |                            |                            |                            |                            |  |  |  |  |  |  |  |  |  |  |  |  |
|  |  |  |  |  |  |  |  | Roberto III *781/790 †834 | Roberto III *781/790 †834 | Roberto III *781/790 †834 | Roberto III *781/790 †834 | Roberto III *781/790 †834      | Roberto III *781/790 †834      |                                |                                | Wiltrude *795 †834              | Wiltrude *795 †834              | Wiltrude *795 †834              | Wiltrude *795 †834              | Wiltrude *795 †834              | Wiltrude *795 †834              |                           |                           | Pipino d'Italia *777 †810              | Pipino d'Italia *777 †810              | Pipino d'Italia *777 †810              | Pipino d'Italia *777 †810              | Pipino d'Italia *777 †810              | Pipino d'Italia *777 †810              |                                |                                |                           |                           |                                 |                                 |                                 |                                 |                                 |                                 |                                |                                |                                |                                | Ludovico il Pio *778 †840   | Ludovico il Pio *778 †840   | Ludovico il Pio *778 †840   | Ludovico il Pio *778 †840   | Ludovico il Pio *778 †840    | Ludovico il Pio *778 †840    |                              |                              | Giuditta *800/805 †843       | Giuditta *800/805 †843       | Giuditta *800/805 †843        | Giuditta *800/805 †843   | Giuditta *800/805 †843     | Giuditta *800/805 †843     |                            |                            |                            |                            |  |  |  |  |  |  |  |  |  |  |  |  |
|  |  |  |  |  |  |  |  |                           |                           |                           |                           |                                |                                |                                |                                |                                 |                                 |                                 |                                 |                                 |                                 |                           |                           |                                        |                                        |                                        |                                        |                                        |                                        |                                |                                |                           |                           |                                 |                                 |                                 |                                 |                                 |                                 |                                |                                |                                |                                |                             |                             |                             |                             |                              |                              |                              |                              |                              |                              |                               |                          |                            |                            |                            |                            |                            |                            |  |  |  |  |  |  |  |  |  |  |  |  |
|  |  |  |  |  |  |  |  |                           |                           |                           |                           |                                |                                |                                |                                |                                 |                                 |                                 |                                 |                                 |                                 |                           |                           |                                        |                                        |                                        |                                        |                                        |                                        |                                |                                |                           |                           |                                 |                                 |                                 |                                 |                                 |                                 |                                |                                |                                |                                |                             |                             |                             |                             |                              |                              |                              |                              |                              |                              |                               |                          |                            |                            |                            |                            |                            |                            |  |  |  |  |  |  |  |  |  |  |  |  |
|  |  |  |  |  |  |  |  |                           |                           |                           |                           |                                |                                |                                |                                |                                 |                                 |                                 |                                 |                                 |                                 |                           |                           | Bernardo d'Italia *797 †818            | Bernardo d'Italia *797 †818            | Bernardo d'Italia *797 †818            | Bernardo d'Italia *797 †818            | Bernardo d'Italia *797 †818            | Bernardo d'Italia *797 †818            |                                |                                |                           |                           | Eberardo del Friuli *~820 †866  | Eberardo del Friuli *~820 †866  | Eberardo del Friuli *~820 †866  | Eberardo del Friuli *~820 †866  | Eberardo del Friuli *~820 †866  | Eberardo del Friuli *~820 †866  |                                |                                | Gisella *818/820 †876          | Gisella *818/820 †876          | Gisella *818/820 †876       | Gisella *818/820 †876       | Gisella *818/820 †876       | Gisella *818/820 †876       |                              |                              |                              |                              |                              |                              | Carlo il Calvo *823 †877      | Carlo il Calvo *823 †877 | Carlo il Calvo *823 †877   | Carlo il Calvo *823 †877   | Carlo il Calvo *823 †877   | Carlo il Calvo *823 †877   |                            |                            |  |  |  |  |  |  |  |  |  |  |  |  |
|  |  |  |  |  |  |  |  |                           |                           |                           |                           |                                |                                |                                |                                |                                 |                                 |                                 |                                 |                                 |                                 |                           |                           | Bernardo d'Italia *797 †818            | Bernardo d'Italia *797 †818            | Bernardo d'Italia *797 †818            | Bernardo d'Italia *797 †818            | Bernardo d'Italia *797 †818            | Bernardo d'Italia *797 †818            |                                |                                |                           |                           | Eberardo del Friuli *~820 †866  | Eberardo del Friuli *~820 †866  | Eberardo del Friuli *~820 †866  | Eberardo del Friuli *~820 †866  | Eberardo del Friuli *~820 †866  | Eberardo del Friuli *~820 †866  |                                |                                | Gisella *818/820 †876          | Gisella *818/820 †876          | Gisella *818/820 †876       | Gisella *818/820 †876       | Gisella *818/820 †876       | Gisella *818/820 †876       |                              |                              |                              |                              |                              |                              | Carlo il Calvo *823 †877      | Carlo il Calvo *823 †877 | Carlo il Calvo *823 †877   | Carlo il Calvo *823 †877   | Carlo il Calvo *823 †877   | Carlo il Calvo *823 †877   |                            |                            |  |  |  |  |  |  |  |  |  |  |  |  |
|  |  |  |  |  |  |  |  |                           |                           |                           |                           |                                |                                |                                |                                |                                 |                                 |                                 |                                 |                                 |                                 |                           |                           |                                        |                                        |                                        |                                        |                                        |                                        |                                |                                |                           |                           |                                 |                                 |                                 |                                 |                                 |                                 |                                |                                |                                |                                |                             |                             |                             |                             |                              |                              |                              |                              |                              |                              |                               |                          |                            |                            |                            |                            |                            |                            |  |  |  |  |  |  |  |  |  |  |  |  |
|  |  |  |  |  |  |  |  |                           |                           |                           |                           |                                |                                |                                |                                |                                 |                                 |                                 |                                 |                                 |                                 |                           |                           | Pipino I di Vermandois *~815 †post 850 | Pipino I di Vermandois *~815 †post 850 | Pipino I di Vermandois *~815 †post 850 | Pipino I di Vermandois *~815 †post 850 | Pipino I di Vermandois *~815 †post 850 | Pipino I di Vermandois *~815 †post 850 |                                |                                |                           |                           |                                 |                                 |                                 |                                 | Ingeltrude *? †?                | Ingeltrude *? †?                | Ingeltrude *? †?               | Ingeltrude *? †?               | Ingeltrude *? †?               | Ingeltrude *? †?               |                             |                             | Enrico di Franconia *? †886 | Enrico di Franconia *? †886 | Enrico di Franconia *? †886  | Enrico di Franconia *? †886  | Enrico di Franconia *? †886  | Enrico di Franconia *? †886  |                              |                              |                               |                          |                            |                            |                            |                            |                            |                            |  |  |  |  |  |  |  |  |  |  |  |  |
|  |  |  |  |  |  |  |  |                           |                           |                           |                           |                                |                                |                                |                                |                                 |                                 |                                 |                                 |                                 |                                 |                           |                           | Pipino I di Vermandois *~815 †post 850 | Pipino I di Vermandois *~815 †post 850 | Pipino I di Vermandois *~815 †post 850 | Pipino I di Vermandois *~815 †post 850 | Pipino I di Vermandois *~815 †post 850 | Pipino I di Vermandois *~815 †post 850 |                                |                                |                           |                           |                                 |                                 |                                 |                                 | Ingeltrude *? †?                | Ingeltrude *? †?                | Ingeltrude *? †?               | Ingeltrude *? †?               | Ingeltrude *? †?               | Ingeltrude *? †?               |                             |                             | Enrico di Franconia *? †886 | Enrico di Franconia *? †886 | Enrico di Franconia *? †886  | Enrico di Franconia *? †886  | Enrico di Franconia *? †886  | Enrico di Franconia *? †886  |                              |                              |                               |                          |                            |                            |                            |                            |                            |                            |  |  |  |  |  |  |  |  |  |  |  |  |
|  |  |  |  |  |  |  |  |                           |                           |                           |                           |                                |                                |                                |                                |                                 |                                 |                                 |                                 |                                 |                                 |                           |                           |                                        |                                        |                                        |                                        |                                        |                                        |                                |                                |                           |                           |                                 |                                 |                                 |                                 |                                 |                                 |                                |                                |                                |                                |                             |                             |                             |                             |                              |                              |                              |                              |                              |                              | Luigi II di Francia *846 †879 |                          |                            |                            |                            |                            |                            |                            |  |  |  |  |  |  |  |  |  |  |  |  |
|  |  |  |  |  |  |  |  |                           |                           |                           |                           | Roberto il Forte *820 †866     | Roberto il Forte *820 †866     | Roberto il Forte *820 †866     | Roberto il Forte *820 †866     | Roberto il Forte *820 †866      | Roberto il Forte *820 †866      |                                 |                                 |                                 |                                 |                           |                           | Erberto I *? †907                      | Erberto I *? †907                      | Erberto I *? †907                      | Erberto I *? †907                      | Erberto I *? †907                      | Erberto I *? †907                      |                                |                                |                           |                           | Ottone I di Sassonia *~851 †912 | Ottone I di Sassonia *~851 †912 | Ottone I di Sassonia *~851 †912 | Ottone I di Sassonia *~851 †912 | Ottone I di Sassonia *~851 †912 | Ottone I di Sassonia *~851 †912 |                                |                                | Edvige *856 †903               | Edvige *856 †903               | Edvige *856 †903            | Edvige *856 †903            | Edvige *856 †903            | Edvige *856 †903            |                              |                              |                              |                              |                              |                              |                               |                          |                            |                            |                            |                            |                            |                            |  |  |  |  |  |  |  |  |  |  |  |  |
|  |  |  |  |  |  |  |  |                           |                           |                           |                           | Roberto il Forte *820 †866     | Roberto il Forte *820 †866     | Roberto il Forte *820 †866     | Roberto il Forte *820 †866     | Roberto il Forte *820 †866      | Roberto il Forte *820 †866      |                                 |                                 |                                 |                                 |                           |                           | Erberto I *? †907                      | Erberto I *? †907                      | Erberto I *? †907                      | Erberto I *? †907                      | Erberto I *? †907                      | Erberto I *? †907                      |                                |                                |                           |                           | Ottone I di Sassonia *~851 †912 | Ottone I di Sassonia *~851 †912 | Ottone I di Sassonia *~851 †912 | Ottone I di Sassonia *~851 †912 | Ottone I di Sassonia *~851 †912 | Ottone I di Sassonia *~851 †912 |                                |                                | Edvige *856 †903               | Edvige *856 †903               | Edvige *856 †903            | Edvige *856 †903            | Edvige *856 †903            | Edvige *856 †903            |                              |                              |                              |                              |                              |                              |                               |                          |                            |                            |                            |                            |                            |                            |  |  |  |  |  |  |  |  |  |  |  |  |
|  |  |  |  |  |  |  |  |                           |                           |                           |                           |                                |                                |                                |                                |                                 |                                 |                                 |                                 |                                 |                                 |                           |                           |                                        |                                        |                                        |                                        |                                        |                                        |                                |                                |                           |                           |                                 |                                 |                                 |                                 |                                 |                                 |                                |                                |                                |                                |                             |                             |                             |                             |                              |                              |                              |                              |                              |                              |                               |                          |                            |                            |                            |                            |                            |                            |  |  |  |  |  |  |  |  |  |  |  |  |
|  |  |  |  |  |  |  |  |                           |                           |                           |                           | Roberto I di Francia *866 †923 | Roberto I di Francia *866 †923 | Roberto I di Francia *866 †923 | Roberto I di Francia *866 †923 | Roberto I di Francia *866 †923  | Roberto I di Francia *866 †923  |                                 |                                 |                                 |                                 |                           |                           | Beatrice *~880 † post 931              | Beatrice *~880 † post 931              | Beatrice *~880 † post 931              | Beatrice *~880 † post 931              | Beatrice *~880 † post 931              | Beatrice *~880 † post 931              |                                |                                |                           |                           |                                 |                                 |                                 |                                 | Enrico I *876 †936              | Enrico I *876 †936              | Enrico I *876 †936             | Enrico I *876 †936             | Enrico I *876 †936             | Enrico I *876 †936             |                             |                             |                             |                             |                              |                              |                              |                              |                              |                              | Carlo III *879 †929           | Carlo III *879 †929      | Carlo III *879 †929        | Carlo III *879 †929        | Carlo III *879 †929        | Carlo III *879 †929        |                            |                            |  |  |  |  |  |  |  |  |  |  |  |  |
|  |  |  |  |  |  |  |  |                           |                           |                           |                           | Roberto I di Francia *866 †923 | Roberto I di Francia *866 †923 | Roberto I di Francia *866 †923 | Roberto I di Francia *866 †923 | Roberto I di Francia *866 †923  | Roberto I di Francia *866 †923  |                                 |                                 |                                 |                                 |                           |                           | Beatrice *~880 † post 931              | Beatrice *~880 † post 931              | Beatrice *~880 † post 931              | Beatrice *~880 † post 931              | Beatrice *~880 † post 931              | Beatrice *~880 † post 931              |                                |                                |                           |                           |                                 |                                 |                                 |                                 | Enrico I *876 †936              | Enrico I *876 †936              | Enrico I *876 †936             | Enrico I *876 †936             | Enrico I *876 †936             | Enrico I *876 †936             |                             |                             |                             |                             |                              |                              |                              |                              |                              |                              | Carlo III *879 †929           | Carlo III *879 †929      | Carlo III *879 †929        | Carlo III *879 †929        | Carlo III *879 †929        | Carlo III *879 †929        |                            |                            |  |  |  |  |  |  |  |  |  |  |  |  |
|  |  |  |  |  |  |  |  |                           |                           |                           |                           |                                |                                |                                |                                |                                 |                                 |                                 |                                 |                                 |                                 |                           |                           |                                        |                                        |                                        |                                        |                                        |                                        |                                |                                |                           |                           |                                 |                                 |                                 |                                 |                                 |                                 |                                |                                |                                |                                |                             |                             |                             |                             |                              |                              |                              |                              |                              |                              |                               |                          |                            |                            |                            |                            |                            |                            |  |  |  |  |  |  |  |  |  |  |  |  |
|  |  |  |  |  |  |  |  |                           |                           |                           |                           |                                |                                |                                |                                |                                 |                                 |                                 |                                 |                                 |                                 |                           |                           |                                        |                                        |                                        |                                        |                                        |                                        |                                |                                |                           |                           |                                 |                                 |                                 |                                 |                                 |                                 |                                |                                |                                |                                |                             |                             |                             |                             |                              |                              |                              |                              |                              |                              |                               |                          |                            |                            |                            |                            |                            |                            |  |  |  |  |  |  |  |  |  |  |  |  |
|  |  |  |  |  |  |  |  |                           |                           |                           |                           |                                |                                |                                |                                |                                 |                                 | Ugo il Grande *~898 †956        | Ugo il Grande *~898 †956        | Ugo il Grande *~898 †956        | Ugo il Grande *~898 †956        | Ugo il Grande *~898 †956  | Ugo il Grande *~898 †956  |                                        |                                        |                                        |                                        |                                        |                                        | Edvige *922 †~965              | Edvige *922 †~965              | Edvige *922 †~965         | Edvige *922 †~965         | Edvige *922 †~965               | Edvige *922 †~965               |                                 |                                 | Ottone I di Sassonia *912 †973  | Ottone I di Sassonia *912 †973  | Ottone I di Sassonia *912 †973 | Ottone I di Sassonia *912 †973 | Ottone I di Sassonia *912 †973 | Ottone I di Sassonia *912 †973 |                             |                             | Gerberga *913/14 †969       | Gerberga *913/14 †969       | Gerberga *913/14 †969        | Gerberga *913/14 †969        | Gerberga *913/14 †969        | Gerberga *913/14 †969        |                              |                              | Luigi IV *920 †954            | Luigi IV *920 †954       | Luigi IV *920 †954         | Luigi IV *920 †954         | Luigi IV *920 †954         | Luigi IV *920 †954         |                            |                            |  |  |  |  |  |  |  |  |  |  |  |  |
|  |  |  |  |  |  |  |  |                           |                           |                           |                           |                                |                                |                                |                                |                                 |                                 | Ugo il Grande *~898 †956        | Ugo il Grande *~898 †956        | Ugo il Grande *~898 †956        | Ugo il Grande *~898 †956        | Ugo il Grande *~898 †956  | Ugo il Grande *~898 †956  |                                        |                                        |                                        |                                        |                                        |                                        | Edvige *922 †~965              | Edvige *922 †~965              | Edvige *922 †~965         | Edvige *922 †~965         | Edvige *922 †~965               | Edvige *922 †~965               |                                 |                                 | Ottone I di Sassonia *912 †973  | Ottone I di Sassonia *912 †973  | Ottone I di Sassonia *912 †973 | Ottone I di Sassonia *912 †973 | Ottone I di Sassonia *912 †973 | Ottone I di Sassonia *912 †973 |                             |                             | Gerberga *913/14 †969       | Gerberga *913/14 †969       | Gerberga *913/14 †969        | Gerberga *913/14 †969        | Gerberga *913/14 †969        | Gerberga *913/14 †969        |                              |                              | Luigi IV *920 †954            | Luigi IV *920 †954       | Luigi IV *920 †954         | Luigi IV *920 †954         | Luigi IV *920 †954         | Luigi IV *920 †954         |                            |                            |  |  |  |  |  |  |  |  |  |  |  |  |
|  |  |  |  |  |  |  |  |                           |                           |                           |                           |                                |                                |                                |                                |                                 |                                 |                                 |                                 |                                 |                                 |                           |                           |                                        |                                        |                                        |                                        |                                        |                                        |                                |                                |                           |                           |                                 |                                 |                                 |                                 |                                 |                                 |                                |                                |                                |                                |                             |                             |                             |                             |                              |                              |                              |                              |                              |                              |                               |                          |                            |                            |                            |                            |                            |                            |  |  |  |  |  |  |  |  |  |  |  |  |
|  |  |  |  |  |  |  |  |                           |                           |                           |                           |                                |                                |                                |                                |                                 |                                 |                                 |                                 |                                 |                                 |                           |                           | Ugo Capeto *~940 †996                  | Ugo Capeto *~940 †996                  | Ugo Capeto *~940 †996                  | Ugo Capeto *~940 †996                  | Ugo Capeto *~940 †996                  | Ugo Capeto *~940 †996                  |                                |                                |                           |                           |                                 |                                 |                                 |                                 | Ottone II *~955 †983            | Ottone II *~955 †983            | Ottone II *~955 †983           | Ottone II *~955 †983           | Ottone II *~955 †983           | Ottone II *~955 †983           |                             |                             |                             |                             |                              |                              | Lotario *941 †986            | Lotario *941 †986            | Lotario *941 †986            | Lotario *941 †986            | Lotario *941 †986             | Lotario *941 †986        |                            |                            |                            |                            |                            |                            |  |  |  |  |  |  |  |  |  |  |  |  |
|  |  |  |  |  |  |  |  |                           |                           |                           |                           |                                |                                |                                |                                |                                 |                                 |                                 |                                 |                                 |                                 |                           |                           | Ugo Capeto *~940 †996                  | Ugo Capeto *~940 †996                  | Ugo Capeto *~940 †996                  | Ugo Capeto *~940 †996                  | Ugo Capeto *~940 †996                  | Ugo Capeto *~940 †996                  |                                |                                |                           |                           |                                 |                                 |                                 |                                 | Ottone II *~955 †983            | Ottone II *~955 †983            | Ottone II *~955 †983           | Ottone II *~955 †983           | Ottone II *~955 †983           | Ottone II *~955 †983           |                             |                             |                             |                             |                              |                              | Lotario *941 †986            | Lotario *941 †986            | Lotario *941 †986            | Lotario *941 †986            | Lotario *941 †986             | Lotario *941 †986        |                            |                            |                            |                            |                            |                            |  |  |  |  |  |  |  |  |  |  |  |  |
|  |  |  |  |  |  |  |  |                           |                           |                           |                           |                                |                                |                                |                                |                                 |                                 |                                 |                                 |                                 |                                 |                           |                           |                                        |                                        |                                        |                                        |                                        |                                        |                                |                                |                           |                           |                                 |                                 |                                 |                                 | Ottone III *980 †1002           | Ottone III *980 †1002           | Ottone III *980 †1002          | Ottone III *980 †1002          | Ottone III *980 †1002          | Ottone III *980 †1002          |                             |                             |                             |                             |                              |                              | Luigi V *~967 †987           | Luigi V *~967 †987           | Luigi V *~967 †987           | Luigi V *~967 †987           | Luigi V *~967 †987            | Luigi V *~967 †987       |                            |                            |                            |                            |                            |                            |  |  |  |  |  |  |  |  |  |  |  |  |
|  |  |  |  |  |  |  |  |                           |                           |                           |                           |                                |                                |                                |                                |                                 |                                 |                                 |                                 |                                 |                                 |                           |                           |                                        |                                        |                                        |                                        |                                        |                                        |                                |                                |                           |                           |                                 |                                 |                                 |                                 | Ottone III *980 †1002           | Ottone III *980 †1002           | Ottone III *980 †1002          | Ottone III *980 †1002          | Ottone III *980 †1002          | Ottone III *980 †1002          |                             |                             |                             |                             |                              |                              | Luigi V *~967 †987           | Luigi V *~967 †987           | Luigi V *~967 †987           | Luigi V *~967 †987           | Luigi V *~967 †987            | Luigi V *~967 †987       |                            |                            |                            |                            |                            |                            |  |  |  |  |  |  |  |  |  |  |  |  |
|  |  |  |  |  |  |  |  |                           |                           |                           |                           |                                |                                |                                |                                |                                 |                                 |                                 |                                 |                                 |                                 |                           |                           |                                        |                                        |                                        |                                        |                                        |                                        |                                |                                |                           |                           |                                 |                                 |                                 |                                 | Enrico II il Santo *~975 †1024  | Enrico II il Santo *~975 †1024  | Enrico II il Santo *~975 †1024 | Enrico II il Santo *~975 †1024 | Enrico II il Santo *~975 †1024 | Enrico II il Santo *~975 †1024 |                             |                             |                             |                             |                              |                              | Ugo Capeto                   | Ugo Capeto                   | Ugo Capeto                   | Ugo Capeto                   | Ugo Capeto                    | Ugo Capeto               |                            |                            |                            |                            |                            |                            |  |  |  |  |  |  |  |  |  |  |  |  |
|  |  |  |  |  |  |  |  |                           |                           |                           |                           |                                |                                |                                |                                |                                 |                                 |                                 |                                 |                                 |                                 |                           |                           |                                        |                                        |                                        |                                        |                                        |                                        |                                |                                |                           |                           |                                 |                                 |                                 |                                 | Enrico II il Santo *~975 †1024  | Enrico II il Santo *~975 †1024  | Enrico II il Santo *~975 †1024 | Enrico II il Santo *~975 †1024 | Enrico II il Santo *~975 †1024 | Enrico II il Santo *~975 †1024 |                             |                             |                             |                             |                              |                              | Ugo Capeto                   | Ugo Capeto                   | Ugo Capeto                   | Ugo Capeto                   | Ugo Capeto                    | Ugo Capeto               |                            |                            |                            |                            |                            |                            |  |  |  |  |  |  |  |  |  |  |  |  |
|  |  |  |  |  |  |  |  |                           |                           |                           |                           |                                |                                |                                |                                |                                 |                                 |                                 |                                 |                                 |                                 |                           |                           |                                        |                                        |                                        |                                        |                                        |                                        |                                |                                |                           |                           |                                 |                                 |                                 |                                 | Dinastia salica                 |                                 |                                |                                |                                |                                |                             |                             |                             |                             |                              |                              |                              |                              |                              |                              |                               |                          |                            |                            |                            |                            |                            |                            |  |  |  |  |  |  |  |  |  |  |  |  |